# Steinsalz

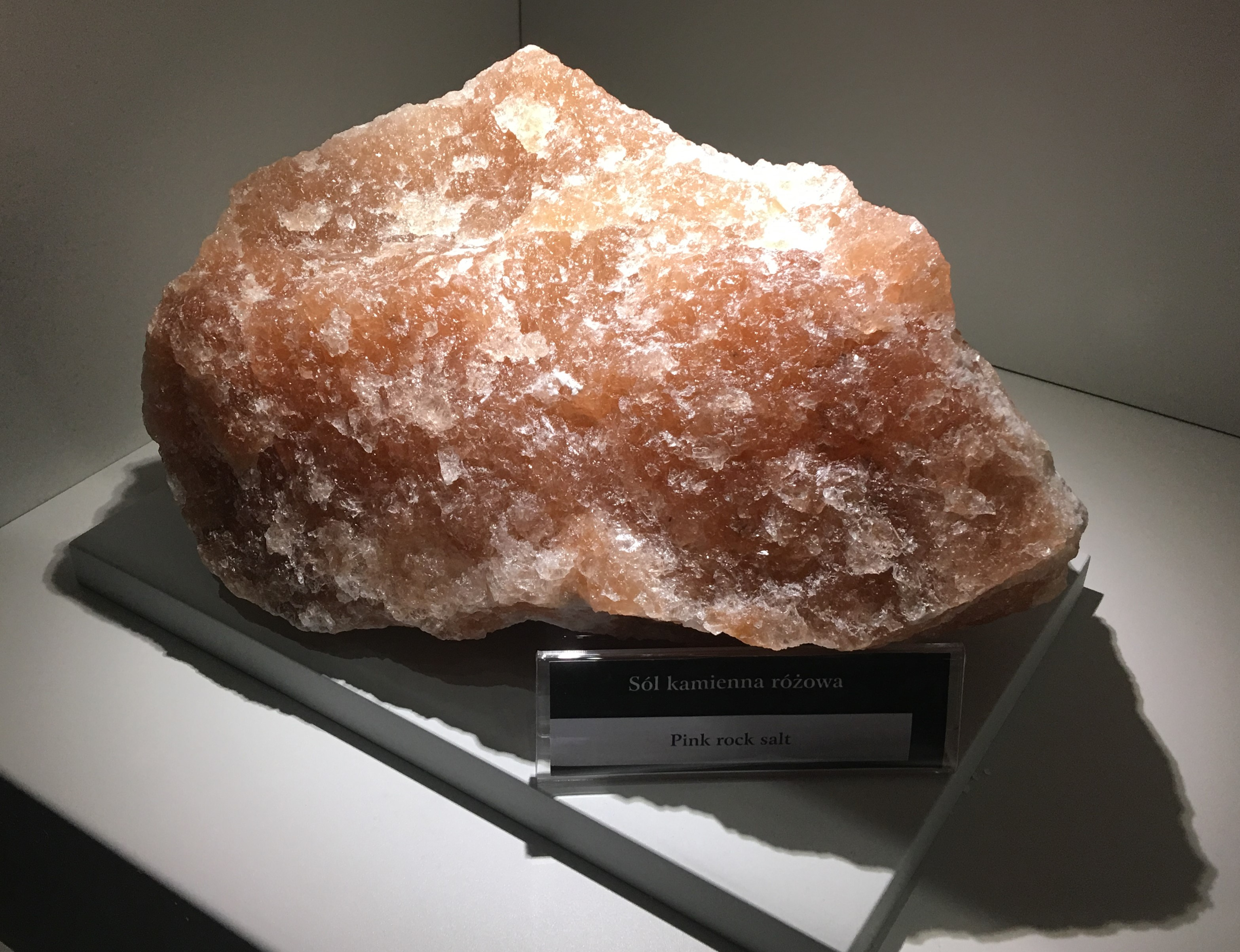
Durch Spuren von Eisen rötliches Steinsalz, Wieliczka, Polen

Steinsalz (auch Halitit oder Salzgestein, gelegentlich irreführend Salzstein, veraltet lateinisch Sal gemmae) ist ein Evaporit- und Sedimentgestein, welches in der geologischen Vergangenheit auf natürlichem Weg durch Ausfällung aus konzentriertem Meerwasser entstanden und fossil überliefert ist. Bis auf geringe Beimengungen anderer Evaporitminerale, wie Anhydrit, Gips oder Sylvin, sowie Tonmineralen besteht Steinsalz ausschließlich aus dem Mineral Halit (Natriumchlorid, NaCl). Das Wort „Steinsalz“ wird in mineralogischer Literatur auch als Synonym für „Halit“ verwendet. Steinsalz ist der Rohstoff für geschätzt 70 Prozent des weltweit produzierten Speisesalzes. Der Rest wird aus Meersalz gewonnen. Die alte lateinische Bezeichnung als Sal gemma in der mittelalterlichen Schrift Circa instans bezieht sich Steinsalz in durchsichtigen „edelsteinartigen“ Kristallen.

## Bildung

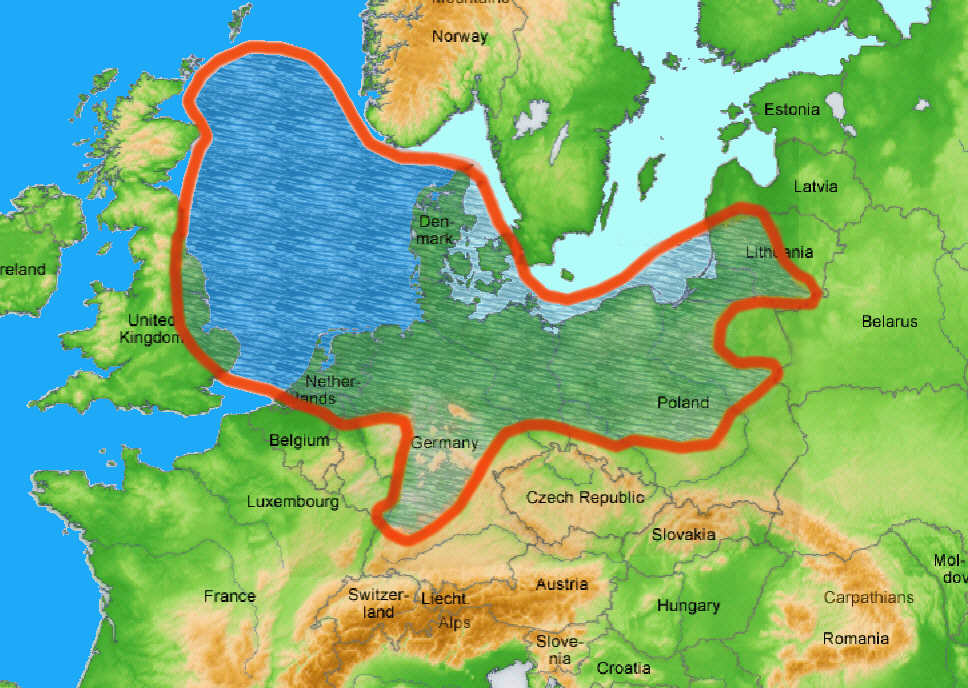
Ausbreitung des Zechsteinmeers vor 255 Millionen Jahren im heutigen Mittel- und Nordwesteuropa

Die Bildung sehr dicker Salzschichten wurde von Carl Ochsenius bereits 1877 im Rahmen seiner Barrentheorie erklärt. Durch Veränderungen des Meeresspiegels bei unterschiedlichem Klima und tektonische Verschiebungen wurden flache Meeresgebiete durch vorgelagerte Erhebungen („Barren“) von den Ozeanen getrennt. Es bildete sich vor 250 Millionen Jahren das Zechsteinmeer. Wenn der Zufluss von Süßwasser aus Flüssen in diese Gebiete geringer ausfiel als die Verdunstung, konzentrierten sich allmählich die im Meerwasser gelösten Mineralien. Ab einer vom Mineral abhängigen Konzentration ist die Lösung gesättigt. Weitere Verdunstung hat zur Folge, dass das Mineral ausfällt und als Feststoff zu Boden sinkt. Von den in größeren Mengen im Meereswasser gelösten Mineralien geschieht dies als erstes mit Calciumcarbonat, das sich als Kalk absetzt. Anschließend setzt sich Calciumsulfat ab und bildet eine Gipsschicht. Bei weiterer Verdunstung setzt sich Natriumchlorid als Salzschicht am Boden des Meeresgebiets ab. Wenn die Senke schließlich ganz trockenfällt, lagern sich am Boden durch Wind als Staub herangetragene Tonmineralien ab und bilden eine wasserundurchlässige Tonschicht.
Da die Abtrennung des Meeresgebiets ein langsamer Vorgang ist und der Meeresspiegel Schwankungen unterworfen ist, strömt wiederholt Wasser aus dem angrenzenden Ozean herein. Dadurch können die sich absetzenden Schichten mehr Mineralien enthalten, als bei der geringen Tiefe eines Flachwassermeeres zu erwarten wäre. Außerdem kam es vor, dass sich der gesamte Vorgang mehrfach wiederholte. Dadurch entstehen Schichtungen von Kalk, Gips, Salz und Ton. Im weiteren Verlauf der Erdgeschichte stieg der Meeresspiegel wieder so weit, dass die Gebiete wieder längere Zeit an die Ozeane angeschlossen waren. Am Boden dieser Flachwassermeere lagerten sich Sedimentschichten ab und bildeten Sedimentgestein. Diese Sedimentschichten können in Europa eine Dicke von Hunderten von Metern über den im Perm-Zeitalter gebildeten Salzschichten haben. Da Salz eine deutlich höhere Plastizität und eine geringere Dichte als das Sedimentgestein aufweist, wurde es an einigen Orten durch den Druck der auf ihm liegenden Schichten in Salzdomen nach oben gedrückt. Dadurch ist hier der Abbau des Steinsalzes mit vergleichsweise geringem Aufwand möglich.

## Vorkommen

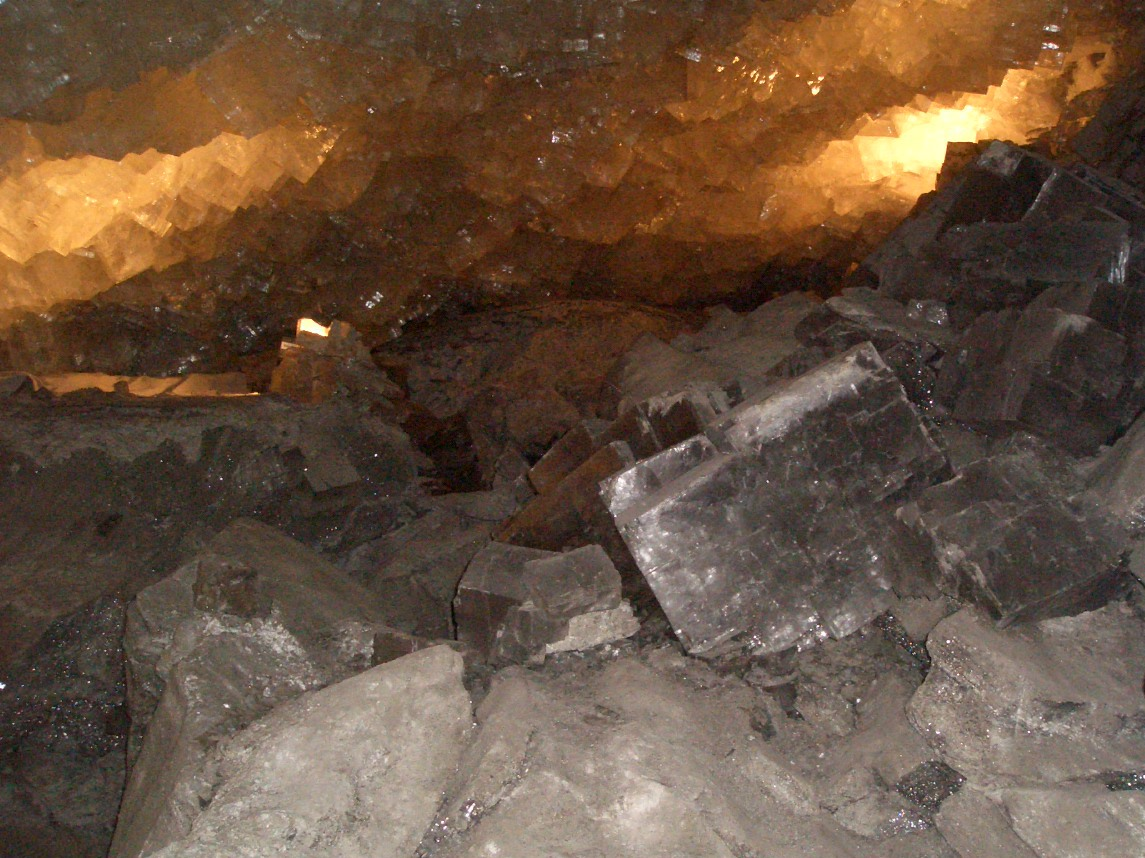
Große Halit-Kristalle in einer „Salzhöhle“ im Salzbergwerk Merkers, Thüringen, Deutschland. Diese Kristalle sind sekundär in dem stark natriumchloridhaltigen Tiefengrundwasser (Formationswasser) gewachsen, mit dem die Höhle, die sich in der Steinsalzlagerstätte gebildet hatte, einst angefüllt war.

In Europa gibt es nördlich der Mittelgebirge ein von Frankreich über Deutschland nach Polen reichendes Gebiet (ehemaliges Zechsteinmeer), in dem in großer Tiefe mächtige, im Perm gebildete Salzschichten lagern. An manchen Stellen stiegen Salzdome so hoch, dass sie Anschluss an das Grundwasser fanden und sich Salzquellen bildeten. Salzdome nahe der Oberfläche wurden bereits früh zur Salzgewinnung genutzt. In Polen befindet sich bei Wieliczka eines der ältesten Salzbergwerke Europas. Dort ist bereits 3500 v. Chr. der Salzabbau nachweisbar. Durch die Auffaltung gelangten ursprünglich tiefliegende Salzschichten nahe an die Oberfläche und bildeten die Lagerstätten von Hallstatt und Hallein in Österreich, das seit der Zeit der Kelten genutzt wird, sowie in Berchtesgaden und Bad Reichenhall in Deutschland. Die gegenwärtig sieben aktiven deutschen Steinsalzbergwerke befinden sich in Grasleben (Niedersachsen), Bernburg (Sachsen-Anhalt), Sondershausen (Thüringen), Berchtesgaden (Bayern), in Baden-Württemberg in Stetten und Heilbronn sowie in Nordrhein-Westfalen in Borth. Von dem im 7. Jahrhundert lebenden Arzt Paulos von Aigina wurde das in der kleinasiatischen Landschaft Kappadokien im Tagebau gewonnene Steinsalz als in der Augenheilkunde benutztes „kappadokisches Salz“ erwähnt.
Bevor es technische Möglichkeiten zur Kühlung gab, war Salz ein wichtiges Mittel zur Konservierung von Lebensmitteln und daher ein wertvolles Wirtschaftsgut. Wo es mit wenig Aufwand gewonnen werden konnte, entstanden häufig Siedlungen und Städte. Ein Beispiel ist Lüneburg. Viele Ortsnamen weisen auf die Bedeutung der Salzgewinnung aus Steinsalz hin, wie Salzdetfurth, Salzgitter, Salzbrunn, Salzuflen und Salzburg, als auch Ortsnamen mit dem Wortstamm hall wie Halle, Bad Friedrichshall, Schwäbisch Hall, Hallstatt und Hallein.

## Gewinnung

### Trockener Abbau
Steinsalz mit geringen Verunreinigungen kann bergmännisch trocken abgebaut werden. Da die Lagerstätten wegen ihrer Wasserunbeständigkeit in der Regel in größeren Tiefen liegen, sind Tagebaue selten. Das Salz wird meistens im Bohr- und Sprengverfahren, zunehmend auch schneidend (mit Teilschnittmaschinen) gewonnen. In steil einfallenden Lagerstätten wird das Trichterbauverfahren, in flachen das Kammerbauverfahren, Letzteres sowohl im Firsten- als auch im Strossenbau angewendet. Bei Lagerstätten mit großer Mächtigkeit sind die Abbaukosten relativ gering. 2007 betrug in den USA der durchschnittliche Preis für Steinsalz 27 Dollar je Tonne.

### Nasser Abbau

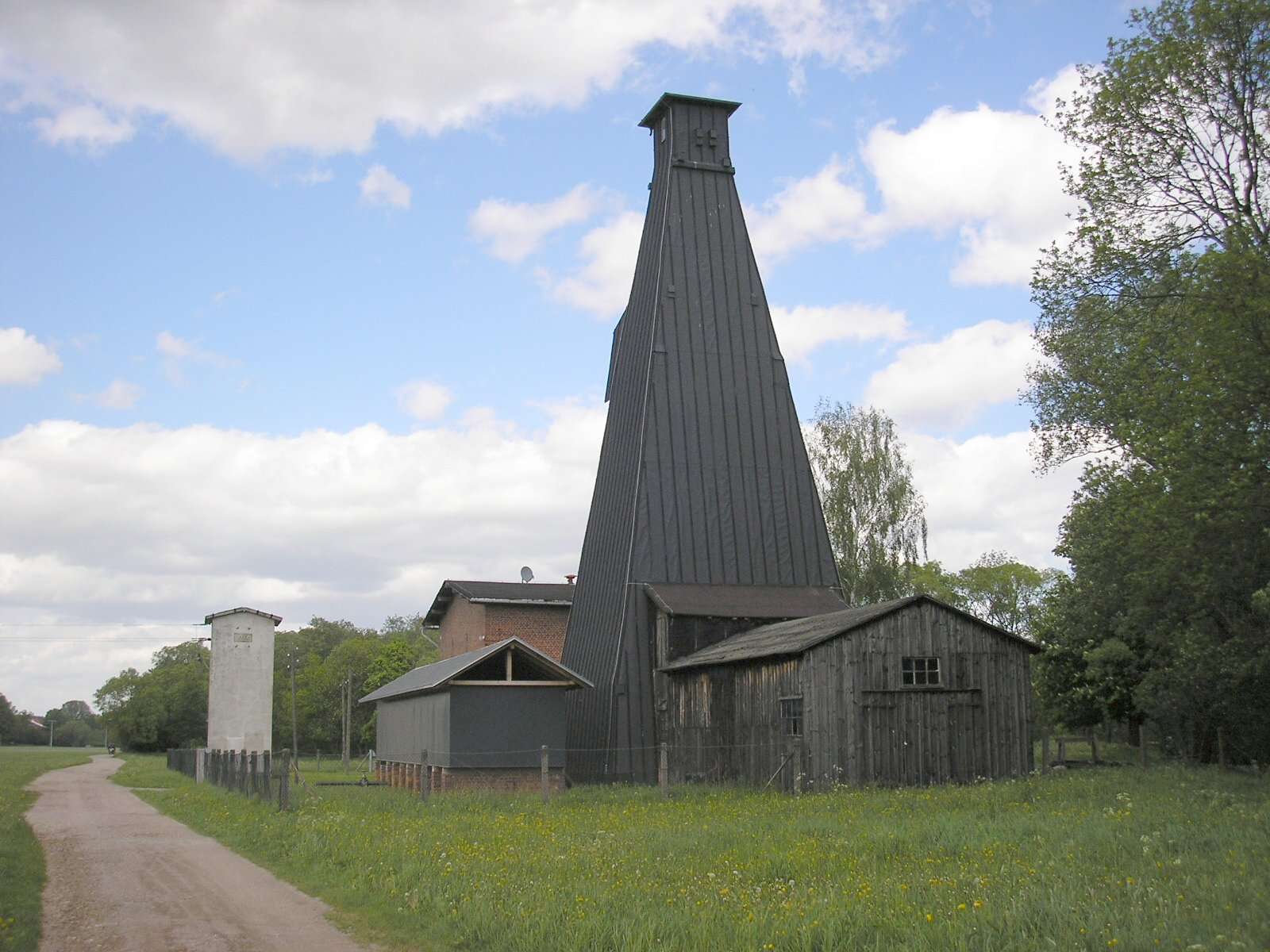
Unter Denkmalschutz stehender Bohrturm eines ehemaligen Aussolungsbetriebs im thüringischen Dörnfeld

Salz aus stark verunreinigten Lagerstätten wird im nassen Verfahren durch so genannte Aussolung gewonnen, bei der das Salz in Wasser gelöst wird. Historisch wurde die Aussolung mit Sink- oder Spritzwerken unter Tage auch bergmännisch betrieben.
Modernes Verfahren des nassen Abbaus ist die Bohrlochsolung, die meist von über Tage betrieben wird. Hierbei wird durch eines von zwei konzentrischen Rohren in einer durch die Lagerstätte führenden Bohrung Süßwasser in das Salz gepumpt, wo sich eine sich langsam erweiternde Kaverne (Hohlraum) bildet. Durch das andere Rohr wird gesättigte Sole mit einem Salzgehalt von 26,5 Prozent vom Boden der Kaverne abgepumpt. Nach der Initialsolung, in der durch intermittierende Wässerung der Grundriss der Kaverne festgelegt wird, wächst diese so nur noch nach oben, wo das zugeführte Frischwasser die Decke auslaugt. In entsprechend mächtigen Lagerstätten können solche Bohrspülwerke Abmessungen von über hundert Metern in der Horizontalen und mehreren hundert Metern in der Höhe erreichen.
Aussolung ist deutlich billiger als die bergmännische Gewinnung von Steinsalz, aus der Sole gewonnenes Siedesalz ist allerdings deutlich teurer. In den Vereinigten Staaten betrugen im Jahr 2007 die entsprechenden Preise 7 beziehungsweise 110 US-Dollar je Tonne. Aussolung ist daher zum einen dann wirtschaftlich, wenn die Sole direkt vermarktet werden kann. Zum anderen, wenn sie zu Produkten weiterverarbeitet werden soll, für die Siedesalzqualität erforderlich ist, die durch frisch gebrochenes Steinsalz nicht erreicht wird.

## Zusammensetzung von Speisesalz

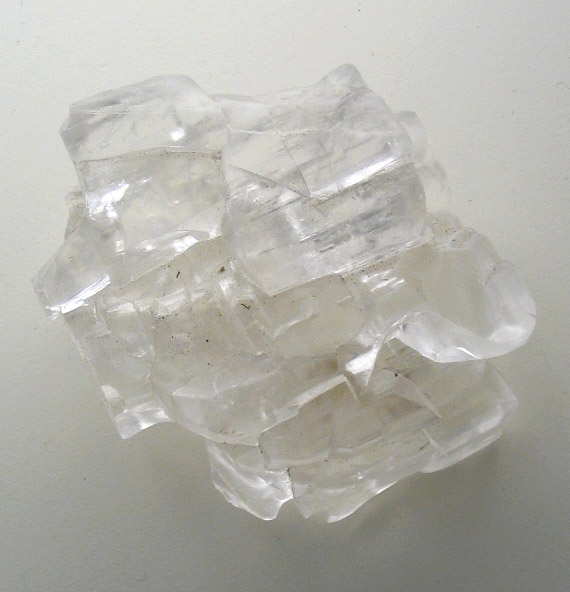
Steinsalz: eine Probe aus relativ reinem Halit

Aus Steinsalz gewonnenes Speisesalz hat folgende typische Zusammensetzung:
Chlorid 59,90 %, Natrium 38,85 %, Calcium 0,25 %, Phosphor 0,15 %, Magnesium 0,12 %, Schwefel 0,02 %, Kalium <0,01 %.

## „Knistersalz“
Wenn in den Mineralkörnern oder auf den Korngrenzen im Steinsalz unter Druck Gase fixiert sind, können diese beim Auflösen oder bei Erwärmung unter Geräuschentwicklung frei werden. Solches „Knistersalz“ ist zum Beispiel aus Wieliczka bekannt.

## Nutzung zur Speicherung und Endlagerung
Aufgrund ihrer Dichtheit sind Steinsalzvorkommen sehr gut geeignet als Wirtsgesteine für Untergrundspeicher. Hier finden insbesondere Solungskavernen zur Speicherung von Erdgas, Erdöl, Wasserstoff, Kohlendioxid oder auch Luft für Druckluftspeicherkraftwerke Anwendung. Für die Endlagerung von Abfällen sind Steinsalzvorkommen aus demselben Grund geeignet, die Lagerung geschieht in Versatzbergwerken und Untertagedeponien, bei denen es sich ebenfalls meist um nicht mehr genutzte Salzbergwerke handelt. Die Eignung von Steinsalzvorkommen als Wirtsgestein für die Endlagerung radioaktiver Abfälle befindet sich dagegen noch in der Diskussion, entsprechende Anlagen befinden sich trotz teilweise langer Betriebszeiten immer noch im Versuchsstadium.

## Verwendung
Steinsalz wird nach chemischer und physikalischer Reinigung, bei der auch andere Salze wie beispielsweise Kalisalz anfallen, zu Speisesalz verarbeitet, indem es gemahlen wird. Speisesalz-Kristalle sind zum Erhalt der Rieselfähigkeit mit Natriumcarbonat umhüllt, wohingegen das zur Regenerierung der Wasserenthärtung in Spülmaschinen eingesetzte Steinsalz rein ist. Der überwiegende Teil (etwa 85 %) wird in der Industrie verarbeitet. Hier dient es zur Gewinnung von Chlor für die Chlorchemie und Natrium – beides Ausgangsstoffe für weitere Produkte (zum Beispiel Natronlauge, Polyvinylchlorid).
Der Rest des gewonnenen Steinsalzes verteilt sich auf die Produktion von Speisesalz (etwa 3 %), Auftausalz (etwa 5 %) und Gewerbesalz (etwa 7 %). Als ungereinigtes Produkt pakistanischer Herkunft wird es auch als Himalayasalz in den Verkehr gebracht.
Früher wurden aus Steinsalz Infrarot-Optiken für das mittlere Infrarot gefertigt. Heute werden für diesen Zweck künstlich kristallisierte, reine NaCl-Kristalle verwendet. Eine weniger bedeutende Anwendung ist die Herstellung von Kältemischungen. Bei der traditionellen Keramik-Herstellung wird Steinsalz zur Herstellung der Salzglasur benötigt.
Weiterhin wurden früher selbsthergestellte Steinsalzlaborierungen auch als nichttödliche Munition in Schrotflinten verwendet.